# Charimkotan
Charimkotan (japonsky 春牟古丹島, Harumukotan-tó/Harimukotan-tó; rusky Остров Харимкотан) je ostrov v severní části Kurilského souostroví, vzdálený 13 kilometrů od jihovýchodního cípu Onekotanu, od nějž je oddělen Krenicynovým (Šestým kurilským) průlivem, který nese jméno Pjotra Kuzmiče Krenicyna, ruského průzkumníka Kamčatky. Rozloha Charimkotanu je 79,36 km² a tvoří ho stejnojmenná (春牟古丹岳 [Harimukotan-dake]) sopka vysoká 1 157 m n. m. Její vrchol tvoří dva krátery, které vznikly propadem horních částí svahu. Vypouklé poloostrovy na východním a severozápadním pobřeží vděčí za svůj vznik právě zmíněnému propadu. Na snímku je možno spatřit další, podobně formovaný vulkanický konus – Severgin. Jeho propadem a následným sesutím části ostrova do moře, vznikla roku 1993 cunami.

## Historie

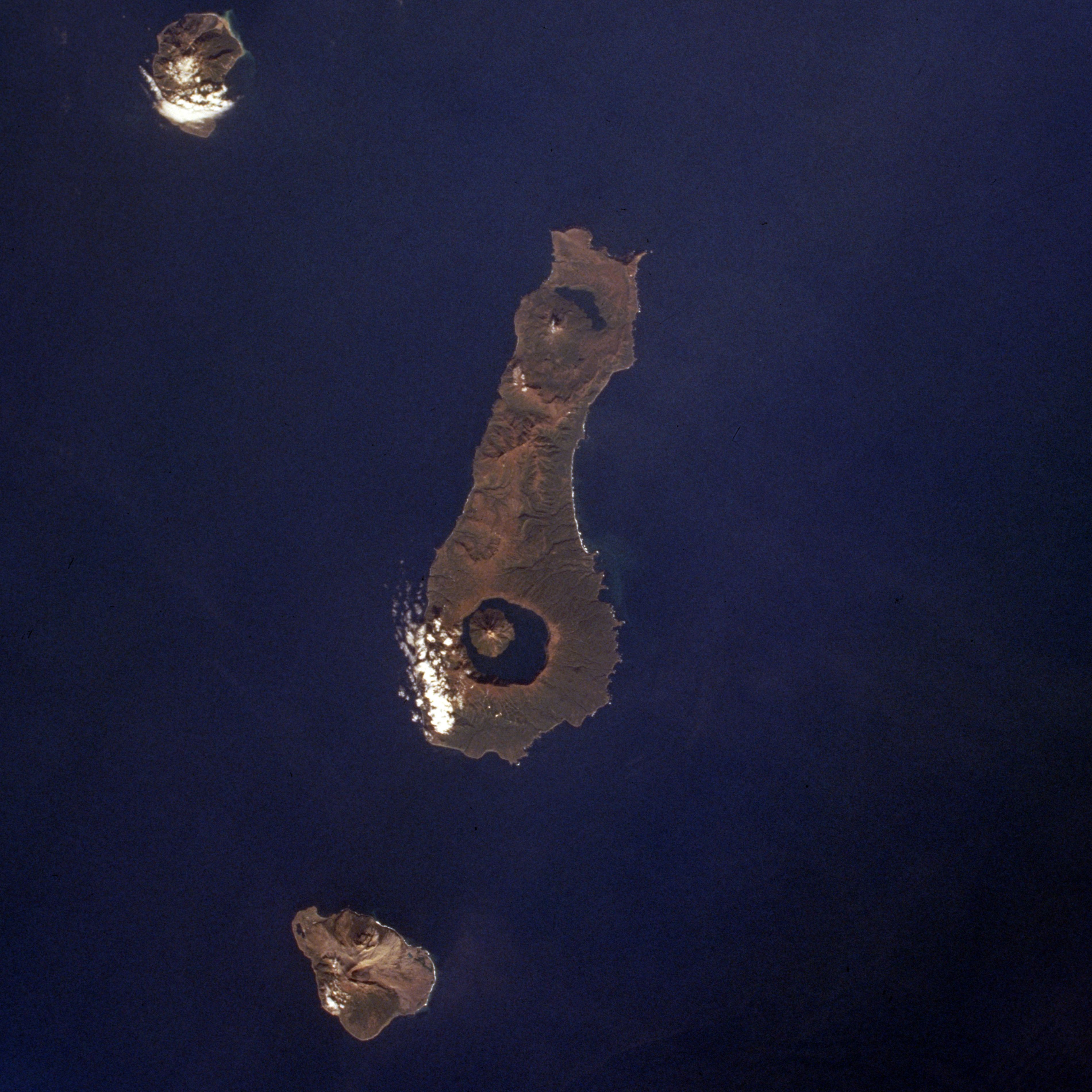
Uprostřed leží Onekotan, vlevo nahoře Makanru, Charimkotan dole. Sever je nahoře

V dobách prvních kontaktů s Evropany obývali ostrov Ainuové. Pěstovali jedlé bulvy rodu křínovec (Cardiocrinum), obživou jim byl lov a rybolov. Ostrov se objevuje na mapě z roku 1644 z období období Edo coby doména klanu Macumae. Teritoriální působnost stvrzuje tokugawský šógunát v roce 1715. 
V roce 1736  Ainuové přijali pravoslaví a stali se poddanými ruského cara. Podle zpráv z roku 1811 většina z nich mluvila rusky a přijala ruská jména. Ruskou suverenitu nad ostrovem stvrdila v roce 1855 dohoda ze Šimody. Petrohradskou smlouvou podepsanou v roce 1875 byl ostrov, spolu s dalšími, předán Japonskému císařství. Roku 1884 byli Ainuové z ostrova nuceně přesídleni na Šikotan. Administrativně se ostrov stal součástí subprefektury Nemuro a byl spravován z Hokkaidó. 
Erupce vulkánu v lednu 1933 sídla devastovala a Japonci ostrov opustili. Po druhé světové válce byl ostrov obsazen Sovětským svazem a od té doby je začleněn do Sachalinské oblasti, součásti Ruské federace.